# Neobertiera
Neobertiera là một chi thực vật có hoa trong họ Thiến thảo (Rubiaceae).

## Loài
Chi Neobertiera gồm các loài: